# Trebuhivți, Letîciv
Trebuhivți (în ucraineană Требухівці) este localitatea de reședință a comunei Trebuhivți din raionul Letîciv, regiunea Hmelnîțkîi, Ucraina.

## Demografie
Componența lingvistică a localității Trebuhivți
     Ucraineană (97,75%)
     Rusă (2,04%)
     Alte limbi (0,14%)
Conform recensământului din 2001, majoritatea populației localității Trebuhivți era vorbitoare de ucraineană (97,75%), existând în minoritate și vorbitori de rusă (2,04%).